# فيليكس داريو ليون
فيليكس داريو ليون (بالإسبانية: Félix Darío León)‏ هو لاعب كرة قدم ومدرب كرة قدم باراغواياني في مركز الهجوم، ولد في 2 مايو 1961 في لوكي في باراغواي. لعب مع ديبورتيس أنتوفاغاستا.